# 埼玉県立松山女子高等学校
埼玉県立松山女子高等学校（さいたまけんりつ まつやまじょし こうとうがっこう）は、埼玉県東松山市和泉町にある県立女子高等学校。通称は「松女」（まつじょ）。

## 歴史
1926年創立の松山実科高等女学校に起源を持つ。1942年に埼玉県松山高等女学校となり、1947年の新学則実施に伴い併設中学校設置、専攻科を廃し5年制実施。1948年、現在の埼玉県東松山市和泉町の地に校地移転。同年新学制実施に伴い埼玉県松山女子高等学校に新設移行。1949年に県立移管認可され埼玉県立松山女子高等学校となる。
1987年に食堂も竣工され、1988年に格闘棟も竣工され、2004年度から3年間埼玉県の「県立高校進学指導アドバンスプラン推進校」推進校に指定された。2006年度から文部科学省のスーパーイングリッシュランゲージハイスクールに指定された。
2011年度から3年間、埼玉県の「進学力グレードアップ推進事業」の指定校になり、生徒の学力向上に取り組んでいる。
書道部の「書道ガールズ」で注目を浴び、テレビ出演や各種メディアにも登場している。

## 制服
- 冬服が紺色のセーラー服、夏服が白のセーラー服で、リボンは黒である。埼玉県内の高等学校の中でも1番スカートが長いと言われている。
- 以前はミニスカート、茶髪等の生徒指導上問題がある時期もあったが、十数年前に当時の校長が、このままでは埼玉県の学校再編整備事業の対象になってしまうかもしれないとの危機感から、学校改革を断行し、生徒指導および学力向上指導の充実を3年間で整備した。それ以後は、膝下のスカート丈が定着している。「ロンスカ=松女のプライド」として生徒の間にも浸透している。
- 北部地区・西部地区の東武東上線沿線の女子中学生からは「憧れの制服」としてステイタスを確立している。女子力UPの制服として絶大な人気を博している。

## 松女祭
毎年6千人超の入場者数を数え、遠くは都内や他県からの来校者もある。特に、書道ガールズのパフォーマンスを実際に見てみたいという来校者も多い。
入場チケット持参者＋保護者等に入場を制限している女子高が多いが、松女では誰でも入場可である。
- クラス参加

3年生のみがクラス参加を許され、1、2年生は部活動での参加や有志参加となる。3年生は、高校3年間で最初で最後のクラス参加ができるので、各クラスとも企画や装飾に工夫を凝らして、企画優勝を目指す。
- 特設ステージ（通称「特ステ」）

HR棟と特別教室棟の間にある中庭スペースにステージを組み、有志や部活動の生徒が中心となり、ダンスや文化祭実行委員会の企画した催事を行う。
- MJS（＝松女スタイル）

体育館で行うステージ参加である。
- パンフレット

来校者全員に渡すパンフレットの他、中学生に渡す手作りパンフレット（松女の良さをPRするもの）を配布している。
- 後夜祭

生徒は自由参加で卒業生、中学生は参加可。体育館で行われる。「松女ダンス」という松女ならではのダンスがある。生徒以外は体育館の二階から様子を見られる。これを楽しみにくる卒業生も少なくない。

## 特進クラス
- 県立高校では珍しく「特進クラス」を有している。9年間2クラス設置していたが、平成24年度より特進クラス1クラス、総合進学クラス7クラスになった。ただし、特進クラスが週34単位の授業、総合進学クラスが週32単位の授業であり、カリキュラムも若干違い、そこでの特色化を図っている。

## 対外関係
埼玉県立松山高校、東京農業大学第三高校
- 2021年12月27日 - 松山女子高校にて、各校生徒会による第一回三校連盟会が開催された。

## 部活動
運動部11
文化部24

## 著名な出身者
- ふくまつみ - 女優
- 長峰由紀 - 元TBSアナウンサー
- 海峡ひろき - 元宝塚歌劇団花組男役
- 花愛瑞穂 - 元宝塚歌劇団星組娘役

## アクセス
- 東松山駅西口から約600m（徒歩5分）
- 東松山駅東口から東松山市内循環バス「市民健康増進センター」ゆき3分「松山女子高校」バス停下車（日曜日運休）